# Giacomo La Rosa
Giacomo La Rosa (Messina, 25 agosto 1946) è un ex calciatore italiano, di ruolo attaccante.
Era soprannominato Sívori del Messina.

## Caratteristiche tecniche
Era dotato di buona tecnica.

## Carriera
Ha collezionato complessivamente 33 presenze e 7 reti  in Serie A con Roma, Lazio e Pescara.
Ha inoltre totalizzato 159 presenze e 41 reti in Serie B nelle file di Messina, Varese, Palermo, Catanzaro e Pescara, conquistando due promozioni consecutive in massima serie (nel 1975-1976 col Catanzaro e nel 1976-1977 col Pescara).
Nella stagione 1973-1974, con 15 reti all'attivo col Palermo, è giunto secondo nella classifica marcatori di Serie B, vincendo il Premio Chevron.

## Palmarès

### Individuale
- Premio Chevron: 1

Serie B 1973-1974: media 0,535 (15 gol in 28 partite)